# A hercegi vacsora
A hercegi vacsora (Le souper) 1992-bem bemutatott francia történelmi filmdráma, Édouard Molinaro rendezésében, Claude Brasseur és Claude Rich főszereplésével, Jean-Claude Brisville 1989-es, azonos című egyfelvonásos színpadi műve alapján.

## Cselekmény
A történet 1815. július 6-án éjszaka kezdődik Párizsban. Talleyrand herceg, Napóleon külügyminisztere fényűző városi palotájában, az Hôtel de Saint-Florentin-ben. Ide érkezik a bécsi kongresszusról hazafelé tartó házigazda, és vacsoravendége, Joseph Fouché, Napóleon egykori rendőrminisztere, az ideiglenes kormány feje. A két köpönyegforgató politikus a győztes Wellington herceg fogadásán találkozott. A júniusi waterlooi csatavesztés után Napóleon császár lemondott, száműzetésbe ment, az országnak nincs vezetője. Párizsba bevonultak a győztes ellenséges koalíció hadseregei: poroszok, osztrákok, britek, oroszok. XVIII. Lajos a közeli Saint-Denis-ben várja a fejleményeket. A főváros népe fél a jövőtől, zavargások törnek ki. A nép a vereség és megszállás felelőseit kutatja. Talleyrand palotája körül is fenyegető tüntetők gyülekeznek. Fouché ügynökei látszólag féken tartják a tüntetőket, valójában irányítják őket. Az ingatag és veszélyes politikai helyzetben a két nagy köpönyegforgató intrikusnak – akik egymásban sem bízhatnak meg teljesen – közös tervet kell kidolgozniuk: milyen legyen Franciaország új politikai rendszere, ki legyen az állam feje, és ők ketten hogyan tarthatják meg a napóleoni időkben elnyert vagyonukat és hatalmi pozíciójukat.
Talleyrand, a született arisztokrata, kiugrott püspök, Napóleon külügyminisztere a császárság bukása után a Bourbon-restaurációt kívánja. Vacsora közben akarja meggyőzni Fouchét, hogy mindkettőjük számára az egyetlen jó megoldás, ha XVIII. Lajost, a kivégzett XVI. Lajos öccsét segítik Franciaország trónjára. Fouché, a volt rendőrminiszter ügynöki és besúgó hálózata révén jelentős informális hatalommal bír. Fouché egyedül képes irányítani a párizsi utcák lázongó népét. A nép körében gyűlölt királyság helyreállításához Talleyrand-nak tehát szüksége van Fouché támogatására.
Talleyrand-nal szemben Fouché ellenzi a Bourbon-monarchia visszatérését, nem politikai meggyőződésből, sokkal inkább azért, mert 1793-ban a Konvent képviselőjeként ő maga is megszavazta XVI. Lajos kivégzését, és fél, hogy annak fivére, az új uralkodó számonkéri rajta. Fouché más személyeket javasol uralkodónak, előbb a lemondott Napóleon fiát, Napoléon François Joseph herceget, a római királyt, majd Orléans-i Lajos Fülöpöt, de legszívesebben a köztársasági államformához való visszatérést támogatná. Talleyrand sorra bebizonyítja, hogy ezek nem reális alternatívák.
A fejedelmi lakoma fogásairól Antonin Carême, Talleyrand hírneves mesterszakácsa gondoskodik. A két főméltóság óvatosan kerülgeti egymást. Próbálják felmérni a másik valódi szándékait és lehetőségeit. Talleyrand tudja, hogy az utca népe Fouché utasítására betörhet a palotába. Fouché sejti, hogy Talleyrand inasa és komornyikja bérgyilkos is lehet. Életre-halálra menő szellemi párbaj alakul ki közöttük. Kölcsönösen emlékeztetik egymást – odavetett, gúnyos vagy fenyegető félszavakkal – azokra a hazugságokra, árulásokra, félrevezetésekre, cselszövésekre és zsarolásokra, amelyeket a forradalom és a napóleoni idők éveiben mindketten elkövettek népük és uralkodójuk ellen, és gyakran egymás ellen is, hogy feljebb jussanak a hatalom ranglétráján. Mindkét nagy intrikus bizonyítékokkal rendelkezik a másik bűneiről, de mindketten sebezhetők is.
Talleyrand nem titkolja, hogy ismeri a belügyminiszter előéletét a jakobinus terror éveiben. Bizonyítani tudja, hogy a nantes-i vízbefojtásos tömeggyilkosságok elrendelésében Fouché a tettestársa volt Jean-Baptiste Carrier képviselőnek, akit e bűntettekért 1794-ben kivégeztek. Felemlegeti a cinikus Fouchénak, hogy a Konvent elleni lyoni felkelés elfojtása után az elfogott polgárokat csoportokba kötözve, ágyúkkal lövette szét. Fouché pedig előtárja annak bizonyítékát, hogy Talleyrand cselekvő bűnrészes a király rokonának, Enghien hercegének halálában: Külügyminiszterként, kicsinyes személyes féltékenységből, ő sugallta az Első Konzulnak, hogy raboltassa el és végeztesse ki a Bourbon-család tagját, aki vétlen volt a royalista összeesküvés vádjában. Feltárulnak a két férfi cselekedeteinek legaljasabb motivációi. Kölcsönös vádaskodások, sértegetések és zsarolások után, a két ravasz politikus kiegyezik egymással: Fouché elfogadja Talleyrand tervét: megalázkodik XVIII. Lajos előtt és hűséget fogad az uralkodónak, Talleyrand pedig kezeskedik hűségéért, és Fouché megtarthatja a rendőrminiszterséget. Hajnalban együtt indulnak Saint-Denis-be, XVIII. Lajoshoz, hogy biztosítsák hatalmukat az új rendszerben. A filmet a narrátor hangja zárja, a kortárs szemtanú, Chateaubriand szavait idézi:

„Felkerestem őfelségét. Senkit sem találtam a szobája előtti helyiségben, ezért leültem egy sarokba és vártam. Váratlanul kinyílik egy ajtó, s csendesen belép a romlottság, a bűn karjára támaszkodva: Talleyrand úr jött, Fouché úr által támogatva. A pokoli látomás lassan elhaladt előttem, behatolt a király szobájába és eltűnt. Fouché eljött, hogy hűbéresi esküt tegyen urának. A hűséges királygyilkos térden állva a mártír király fivérének kezébe helyezi ama kezeit, melyek által lehullott XVI. Lajos feje, a hitehagyott püspök pedig jótáll az esküért.”

– Chateaubriand: Síron túli emlékiratok (Mémoires d’Outre-tombe), 1815. július 7.

## Szereposztás
| Szerep                                                          | Színész              | Magyar hangja (1. szinkron) |
| --------------------------------------------------------------- | -------------------- | --------------------------- |
| Fouché                                                          | Claude Brasseur      | Trokán Péter                |
| Talleyrand                                                      | Claude Rich          | Szakácsi Sándor             |
| Chateaubriand hangja                                            | Michel Piccoli       | N/A                         |
| Dorothea kurlandi hercegnő, Dino hercegné, Talleyrand élettársa | Alexandra Vandernoot | N/A                         |
| Antonin Carême, Talleyrand főszakácsa                           | Stéphane Jobert      | N/A                         |
| Jacques Massoulier, Talleyrand szolgája                         | Ticky Holgado        | N/A                         |
| Jean Vincent, Talleyrand szolgája                               | Yann Collette        | N/A                         |

## Forgatási helyszín
A filmbéli történet színhelye Talleyrand párizsi palotája, az Hôtel de Saint-Florentin, amely a forgatás idején az Amerikai Egyesült Államok párizsi konzulátusának adott otthont, mely nem engedélyezte a forgatást az épületben. Lengyelország párizsi nagykövete, Jerzy Łukaszewski erről értesülve felajánlotta, hogy forgassanak a lengyel nagykövetség palotájában, az Hôtel de Monacó-ban, amely – különös véletlen folytán – a 7. kerületi rue de Talleyrand 1. szám alatt található. A nagyvonalú gesztust a készítők a film végén köszönik meg a nagykövetnek.

## Elismerések, díjak
- Talleyrand alakításáért Claude Rich megkapta a legjobb színésznek járó César-díjat.
- Sylvie De Segonzac jelmeztervező megkapta a legjobb jelmezeknek járó César-díjat.
- François de Lamothe díszlettervezőt a legjobb díszletnek járó César díjjal jutalmazták.

## Tévedések a filmben
A film készítői igen pontosan igyekeztek követni a valós történelmi körülményeket és eseményeket, néhány kisebb hiba (vagy eltérés) benne maradt a filmben:
- A filmbéli vacsora 1815-ben játszódik. A beszélgetés során Fouché Napoléon François császári herceget, a római királyt, a lemondott Napóleon fiát „Sasfiók”-nak (L’Aiglon) nevezi. Ezt a becenevet azonban Victor Hugo találta ki 1852-ben, 37 évvel a filmbéli események és 20 évvel a herceg halála után.
- Fouché kijelenti, hogy Napóleonnak két nőtestvére van. Valójában hárman voltak: Élisa, Pauline és Caroline Bonaparte.
- Talleyrand közli, hogy a Nemzetgyűlés 1793. január 16-án szavazta meg XVI. Lajos halálos ítéletét, ez a szavazás valójában január 15-én történt.
- A filmben Talleyrand a bal lábára sántít, és ezen viseli a járást segítő szerkezetet. Korabeli metszetek következetesen a jobb oldalon ábrázolják „rossz” lábát.
- Enghien hercegét, akit Bonaparte tábornok, Első Konzulként, 1804-ben agyonlövetett, a filmben a „Nagy Condé” unokájaként emlegetik, valójában annak ük-ük-ük-unokája volt.

## Érdekességek
A filmben a két nagy sztár hosszú idő után ismét közösen játszott. Claude Rich és Claude Brasseur 1979-ben Robin Davis rendező Rendőrök háborúja című bűnügyi filmjében szerepelt egymás mellett. Abban a filmben nyújtott rendőrfelügyelő-alakításáért Brasseur 1980-ban megkapta a legjobb színésznek járó César-díjat). A hercegi vacsorában rövid szerepben megjelenik még Alexandre Brasseur, Claude Brasseur fia, az utcai bámészkodók egyikeként beszélget Didier Cauchy színész-énekessel.
Hosszú diplomáciai pályája során Talleyrand számos elmés mondását jegyezték fel. Ezeket Molinaro rendező csokorba gyűjtötte, és sokat közülük Talleyrand szájába adott, az egyetlen éjszakába sűrített fiktív történet során.
A filmben Fouché felveti, hogy talán rokonság áll fenn Autun hitehagyott püspöke (azaz Talleyrand) és az ő sugallatára kivégzett Enghien hercege között. Talleyrand elismeri, hogy családfáikban kutatva „közös ősök bukkanhatnak fel”. Ez megfelel a valóságnak: a Talleyrand-Périgord hercegi család és a Condé család (Enghien hercege) közös ősei között találjuk, hat generációval korábban Gabriel de Rochechouart de Mortemart herceget, Montespan márkiné apját.

## További információ
- A hercegi vacsora a PORT.hu-n (magyarul)
- A hercegi vacsora az Internetes Szinkronadatbázisban (magyarul)
- A hercegi vacsora az Internet Movie Database-ben (angolul)
- A hercegi vacsora a Rotten Tomatoeson (angolul)
- A hercegi vacsora a Box Office Mojón (angolul)
- Le Souper (1992) (francia nyelven). AlloCiné.fr
- Ein Abendessen mit dem Teufel (1992) (német nyelven). Filmdienst.de